# 地州镇
地州乡，是中华人民共和国广西壮族自治区百色市靖西市下辖的一个乡镇级行政单位。

## 行政区划
地州乡下辖以下地区：
罗隆村、鲁利村、果广村、贺峒村、甘荷村、怀敏村、地州村、大利村、坡豆村、龙腾村、润远村、古文村、福留村、欣村和乐村。